# Hoyo de Manzanares
Hoyo de Manzanares è un comune spagnolo di 6 175 abitanti situato nella comunità autonoma di Madrid.